# Don Gibson
Donald Eugene Gibson (3 de abril de 1928 – 17 de noviembre de 2003) fue un compositor estadounidense de música country. Incluido en el Museo y Salón de la Fama del Country, Gibson escribió, entre finales de los años 50 y mediados de los 70, algunos de los temas más clásicos del género, entre los que se encuentran "Sweet Dreams", "I Can't Stop Loving You" y "Oh Lonesome Me".

## Biografía
Don Gibson nació en Shelby (Carolina del Norte), en el seno de una familia de clase trabajadora y tuvo que abandonar los estudios en segundo grado. En 1948 realizó su primera grabación, siendo parte de una banda llamada Sons of the Soil. En 1957, viajó a Nashville para trabajar con el productor Chet Atkins en la grabación de dos temas de su autoría, "Oh Lonesome Me" y "I Can't Stop Loving You" para la discográfica RCA Victor. El resultado de aquella sesión de grabación fue un doble sencillo que alcanzó un rotundo éxito en las listas de pop y country.
"Oh Lonesome Me" estableció el patrón para una larga lista de éxitos con RCA. "Blue Blue Day", grabada antes que "Oh, Lonesome Me" alcanzó el número 1 de las listas en 1958. Le siguieron otros sencillos como "Look Who's Blue" (1958), "Don't Tell Me Your Troubles" (1959), "Sea of Heartbreak" (1961); "Lonesome No. 1", "I Can Mend Your Broken Heart" (1962), y "Woman (Sensuous Woman)", número 1 ya en 1972.
Gibson grabó también una serie de exitosos duetps con Dottie West a finales de los 60 y principios de los 70, el de mayor repercusión fue "Rings of Gold" (1969) que alcanzó el número 2 en las listas country, y "There's a Story Goin' Round" (1970) que llegaría al número 10. West y Gibson publicaron un álbum juntos en 1969 titulado Dottie and Don. También realizó numerosos duetos con Sue Thompson, como "I Think They Call It Love" (1972), "Good Old Fashioned Country Love" (1974) y "Oh, How Love Changes" (1975).
Gibson fue apodado "The Sad Poet" (el triste poeta) debido a que frecuentemente sus canciones hablaban de la soledad y la pérdida del amor. Su tema "I Can't Stop Loving You", ha sido grabado por más de setecientos artistas, el más notable de ellos, Ray Charles en 1962. También escribió y grabó "Sweet Dreams", una canción que se convirtió en 1963 en un exitoso crossover de Patsy Cline.  Roy Orbison fue un gran admirador de las composiciones de Gibson y en 1967 grabó un álbum compuesto exclusivamente por canciones de su autoría titulado Roy Orbison Sings Don Gibson. Neil Young incluyó una versión de "Oh Lonesome Me" en su álbum de 1970, After the Gold Rush, siendo una de las pocas canciones que Young grabó compuestas por otros artistas.
Gibson fue incluido en el Salón de la Fama de Compositores de Nashville en 1973. En 2001 entró a formar parte del Museo y Salón de la Fama del Country y en 2010 del North Carolina Music Hall of Fame.
Falleció por causas naturales el 17 de noviembre de 2003 y fue enterrado en el cementerio local de Shelby, su ciudad natal.

## Discografía

### Álbumes
| Año  | Álbum                                      | Posicionamiento en listas | Posicionamiento en listas | Sello       |
| Año  | Álbum                                      | US Country                | US                        | Sello       |
| ---- | ------------------------------------------ | ------------------------- | ------------------------- | ----------- |
| 1958 | Songs by Don Gibson                        | —                         | —                         | Lion        |
| 1958 | Oh Lonesome Me                             | —                         | —                         | RCA         |
| 1959 | No One Stands Alone                        | —                         | —                         | RCA         |
| 1959 | That Gibson Boy                            | —                         | —                         | RCA         |
| 1960 | Look Who's Blue                            | —                         | —                         | RCA         |
| 1960 | Sweet Dreams                               | —                         | —                         | RCA         |
| 1961 | Girls, Guitars and Gibson                  | —                         | —                         | RCA         |
| 1962 | Some Favorites of Mine                     | —                         | —                         | RCA         |
| 1964 | I Wrote a Song                             | 14                        | 134                       | RCA         |
| 1964 | God Walks These Hills                      | —                         | —                         | RCA         |
| 1965 | A Blue Million Tears                       | —                         | —                         | RCA         |
| 1965 | The Best of Don Gibson                     | —                         | —                         | RCA         |
| 1965 | Too Much Hurt                              | 13                        | —                         | RCA         |
| 1966 | Don Gibson with Spanish Guitars            | 4                         | —                         | RCA         |
| 1966 | Great Country Songs                        | 14                        | —                         | RCA         |
| 1967 | All My Love                                | 19                        | —                         | RCA         |
| 1968 | The King of Country Soul                   | 21                        | —                         | RCA         |
| 1968 | More Country Soul                          | 26                        | —                         | RCA         |
| 1969 | Dottie and Don (with Dottie West)          | 21                        | —                         | RCA         |
| 1969 | Don Gibson Sings All-Time Country Gold     | 17                        | —                         | RCA         |
| 1970 | The Best of Don Gibson 2                   | —                         | —                         | RCA         |
| 1970 | Hits, The Don Gibson Way                   | 39                        | —                         | Hickory     |
| 1970 | A Perfect Mountain                         | —                         | —                         | Hickory     |
| 1971 | Hank Williams as Sung by Don Gibson        | —                         | —                         | Hickory     |
| 1971 | Country Green                              | 17                        | —                         | Hickory     |
| 1972 | Woman (Sensuous Woman)                     | 16                        | —                         | Hickory     |
| 1972 | The Two of Us Together (with Sue Thompson) | —                         | —                         | Hickory     |
| 1973 | Touch the Morning / That's What I'll Do    | 26                        | —                         | Hickory/MGM |
| 1974 | Snap Your Fingers                          | 21                        | —                         | Hickory/MGM |
| 1974 | The Very Best of Don Gibson                | 30                        | —                         | Hickory/MGM |
| 1974 | Bring Back Your Love to Me                 | 38                        | —                         | Hickory/MGM |
| 1975 | I'm the Loneliest Man                      | 47                        | —                         | Hickory/MGM |
| 1975 | Oh, How Love Changes (with Sue Thompson)   | 43                        | —                         | Hickory/MGM |
| 1975 | Don't Stop Loving Me                       | —                         | —                         | Hickory/MGM |
| 1977 | I'm All Wrapped Up in You                  | —                         | —                         | Hickory/MGM |
| 1977 | If You Ever Get to Houston                 | —                         | —                         | Hickory/MGM |
| 1978 | Starting All Over Again                    | —                         | —                         | Hickory/MGM |
| 1978 | Look Who's Blue                            | —                         | —                         | Hickory/MGM |

### Sencillo
| Año  | Sencillo                                              | Posicionamiento en listas | Posicionamiento en listas | Posicionamiento en listas | Álbum                                   |
| Año  | Sencillo                                              | US Country                | US                        | CAN Country               | Álbum                                   |
| ---- | ----------------------------------------------------- | ------------------------- | ------------------------- | ------------------------- | --------------------------------------- |
| 1956 | "Sweet Dreams"                                        | 9                         | —                         | —                         | single only                             |
| 1958 | "Oh Lonesome Me"                                      | 1                         | 7                         | —                         | Oh Lonesome Me                          |
| 1958 | "I Can't Stop Lovin' You"                             | 7                         | 81                        | —                         | Oh Lonesome Me                          |
| 1958 | "Blue Blue Day"                                       | 1                         | 20                        | —                         | Oh Lonesome Me                          |
| 1958 | "Give Myself a Party"                                 | 5                         | 46                        | —                         | I Wrote a Song                          |
| 1958 | "Look Who's Blue"                                     | 8                         | 58                        | —                         | singles only                            |
| 1959 | "Who Cares"                                           | 3                         | 43                        | —                         | singles only                            |
| 1959 | "A Stranger to Me"                                    | 27                        | —                         | —                         | singles only                            |
| 1959 | "Lonesome Old House"                                  | 11                        | 71                        | —                         | singles only                            |
| 1959 | "Don't Tell Me Your Troubles"                         | 5                         | 85                        | —                         | I Wrote a Song                          |
| 1959 | "Heartbreak Avenue"                                   | —                         | —                         | —                         | Oh, Lonesome Me                         |
| 1959 | "I'm Movin' On"                                       | 14                        | —                         | —                         | single only                             |
| 1960 | "Big Hearted Me"                                      | 29                        | —                         | —                         | Look Who's Blue                         |
| 1960 | "Just One Time"                                       | 2                         | 29                        | —                         | Look Who's Blue                         |
| 1960 | "Far, Far Away"                                       | 11                        | 72                        | —                         | Sweet Dreams                            |
| 1960 | "Sweet Dreams" (re-recording)                         | 6                         | 93                        | —                         | Sweet Dreams                            |
| 1961 | "What About Me"                                       | 22                        | 100                       | —                         | Sweet Dreams                            |
| 1961 | "The World Is Waiting for the Sunrise"                | —                         | 108                       | —                         | Sweet Dreams                            |
| 1961 | "Sea of Heartbreak"                                   | 2                         | 21                        | —                         | The Best of Don Gibson                  |
| 1961 | "I Think It's Best"                                   | —                         | —                         | —                         | Girls, Guitars and Gibson               |
| 1961 | "Lonesome Number One"                                 | 2                         | 59                        | —                         | I Wrote a Song                          |
| 1961 | "The Same Old Trouble"                                | —                         | —                         | —                         | singles only                            |
| 1962 | "I Can Mend Your Broken Heart"                        | 5                         | 105                       | —                         | singles only                            |
| 1962 | "So How Come (No One Loves Me)"                       | 22                        | —                         | —                         | singles only                            |
| 1963 | "Head Over Heels in Love with You"                    | 12                        | —                         | —                         | singles only                            |
| 1963 | "It Was Worth It"                                     | —                         | —                         | —                         | singles only                            |
| 1963 | "Anything New Gets Old (Except My Love for You)"      | 22                        | —                         | —                         | I Wrote a Song                          |
| 1964 | "Oh Such a Stranger"                                  | —                         | —                         | —                         | I Wrote a Song                          |
| 1964 | "Cause I Believe in You"                              | 23                        | —                         | —                         | singles only                            |
| 1965 | "Again"                                               | 19                        | —                         | —                         | singles only                            |
| 1965 | "Watch Where You're Going"                            | 10                        | —                         | —                         | singles only                            |
| 1966 | "A Born Loser"                                        | 12                        | —                         | —                         | Great Country Songs                     |
| 1966 | "(Yes) I'm Hurting"                                   | 6                         | —                         | —                         | Great Country Songs                     |
| 1966 | "Funny, Familiar, Forgotten, Feelings"                | 8                         | —                         | —                         | More Country Soul                       |
| 1967 | "A Lost Highway"                                      | 51                        | —                         | —                         | Great Country Songs                     |
| 1967 | "All My Love"                                         | 23                        | —                         | —                         | All My Love                             |
| 1968 | "Ashes of Love"                                       | 37                        | —                         | —                         | The King of Country Soul                |
| 1968 | "Good Morning, Dear"                                  | 71                        | —                         | —                         | The King of Country Soul                |
| 1968 | "It's a Long, Long Way to Georgia"                    | 12                        | —                         | 20                        | More Country Soul                       |
| 1968 | "Ever Changing Mind"                                  | 30                        | —                         | —                         | The King of Country Soul                |
| 1969 | "Solitary"                                            | 28                        | —                         | —                         | The Best of Don Gibson 2                |
| 1969 | "I Will Always"                                       | 21                        | —                         | —                         | singles only                            |
| 1969 | "There's a Story (Goin' 'Round)" (with Dottie West)   | 7                         | —                         | —                         | singles only                            |
| 1970 | "Don't Take All Your Loving"                          | 17                        | —                         | 31                        | A Perfect Mountain                      |
| 1970 | "A Perfect Mountain"                                  | 16                        | —                         | —                         | A Perfect Mountain                      |
| 1970 | "Someway"                                             | 37                        | —                         | 31                        | Country Green                           |
| 1971 | "Guess Away the Blues"                                | 19                        | —                         | 4                         | Country Green                           |
| 1971 | "(I Heard That) Lonesome Whistle"                     | 29                        | —                         | 29                        | Hank Williams as Sung by Don Gibson     |
| 1971 | "Country Green"                                       | 5                         | —                         | 7                         | Country Green                           |
| 1972 | "Far, Far Away" (re-recording)                        | 12                        | —                         | 6                         | Woman (Sensuous Woman)                  |
| 1972 | "Woman (Sensuous Woman)"                              | 1                         | —                         | 1                         | Woman (Sensuous Woman)                  |
| 1972 | "Is This the Best I'm Gonna Feel"                     | 11                        | —                         | 3                         | Woman (Sensuous Woman)                  |
| 1973 | "If You're Goin' Girl"                                | 26                        | —                         | 9                         | Touch the Morning / That's What I'll Do |
| 1973 | "Touch the Morning"                                   | 6                         | —                         | 5                         | Touch the Morning / That's What I'll Do |
| 1973 | "That's What I'll Do"                                 | 30                        | —                         | 83                        | Touch the Morning / That's What I'll Do |
| 1973 | "Snap Your Fingers"                                   | 12                        | —                         | 23                        | Snap Your Fingers                       |
| 1974 | "One Day at a Time"                                   | 8                         | —                         | 30                        | Snap Your Fingers                       |
| 1974 | "Good Old Fashioned Country Love" (with Sue Thompson) | 31                        | —                         | 29                        | single only                             |
| 1974 | "Bring Back Your Love to Me"                          | 9                         | —                         | 14                        | Bring Back Your Love to Me              |
| 1975 | "I'll Sing for You"                                   | 27                        | —                         | —                         | Bring Back Your Love to Me              |
| 1975 | "(There She Goes) I Wish Her Well"                    | 24                        | —                         | 48                        | I'm the Loneliest Man                   |
| 1975 | "Don't Stop Loving Me"                                | 43                        | —                         | —                         | Don't Stop Loving Me                    |
| 1975 | "I Don't Think I'll Ever (Get Over You)"              | 76                        | —                         | —                         | Don't Stop Loving Me                    |
| 1976 | "You've Got to Stop Hurting Me Darling"               | 79                        | —                         | —                         | Don't Stop Loving Me                    |
| 1976 | "Doing My Time"                                       | 39                        | —                         | —                         | I'm All Wrapped Up in You               |
| 1976 | "I'm All Wrapped Up in You"                           | 23                        | —                         | —                         | I'm All Wrapped Up in You               |
| 1977 | "Fan the Flame, Feed the Fire"                        | 30                        | —                         | —                         | If You Ever Get to Houston              |
| 1977 | "If You Ever Get to Houston (Look Me Down)"           | 16                        | —                         | —                         | If You Ever Get to Houston              |
| 1977 | "When Do We Stop Starting Over"                       | 67                        | —                         | —                         | If You Ever Get to Houston              |
| 1978 | "Starting All Over Again"                             | 16                        | —                         | —                         | Starting All Over Again                 |
| 1978 | "The Fool"                                            | 22                        | —                         | —                         | Starting All Over Again                 |
| 1978 | "Oh, Such a Stranger"                                 | 61                        | —                         | —                         | Look Who's Blue                         |
| 1978 | "I Love You Because"                                  | flip                      | —                         | —                         | Look Who's Blue                         |
| 1978 | "Any Day Now"                                         | 26                        | —                         | 31                        | Look Who's Blue                         |
| 1979 | "Forever One Day at a Time"                           | 37                        | —                         | 33                        | singles only                            |
| 1980 | "Sweet Sensuous Sensations"                           | 42                        | —                         | —                         | singles only                            |
| 1980 | "I'd Be Crazy Over You"                               | —                         | —                         | —                         | singles only                            |
| 1980 | "Love Fires"                                          | 80                        | —                         | —                         | singles only                            |

### Sencillos con otros artistas
| Año  | Sencillo                       | Artista      | Posicionamiento en listas | Posicionamiento en listas | Álbum                  |
| Año  | Sencillo                       | Artista      | US Country                | CAN Country               | Álbum                  |
| ---- | ------------------------------ | ------------ | ------------------------- | ------------------------- | ---------------------- |
| 1969 | "Rings of Gold"                | Dottie West  | 2                         | 1                         | Dottie & Don           |
| 1969 | "Sweet Memories"               | Dottie West  | 32                        | —                         | Dottie & Don           |
| 1970 | "Till I Can't Take It Anymore" | Dottie West  | 46                        | —                         | Dottie & Don           |
| 1971 | "The Two of Us Together"       | Sue Thompson | 50                        | —                         | The Two of Us Together |
| 1972 | "Did You Ever Think"           | Sue Thompson | 71                        | —                         | The Two of Us Together |
| 1972 | "I Think They Call It Love"    | Sue Thompson | 37                        | —                         | The Two of Us Together |
| 1972 | "Cause I Love You"             | Sue Thompson | 64                        | —                         | The Two of Us Together |
| 1973 | "Go with Me"                   | Sue Thompson | 52                        | 49                        | The Two of Us Together |
| 1973 | "Warm Love"                    | Sue Thompson | 53                        | 52                        | The Two of Us Together |
| 1975 | "No One Will Ever Know"        | Sue Thompson | —                         | —                         | Oh, How Love Changes   |
| 1975 | "Oh, How Love Changes"         | Sue Thompson | 36                        | —                         | Oh, How Love Changes   |
| 1975 | "Maybe Tomorrow"               | Sue Thompson | —                         | —                         | Oh, How Love Changes   |
| 1976 | "Get Ready-Here I Come"        | Sue Thompson | 98                        | —                         | Oh, How Love Changes   |
| 1976 | "Let's Get Together"           | Sue Thompson | —                         | —                         | Oh, How Love Changes   |